# Анастасия Великопольская
Анастасия Великопольская или Анастасия Мешковна (пол. Anastazja Mieszkówna; до 1164—не ранее 31 мая 1240) — польская принцесса из рода Пястов, дочь князя-принцепса Польши Мешко III Старого, в браке  герцогиня Померании-Щецин.

## Биография
Анастасия была младшей дочерью князя Великопольского Мешко III Старого от его второй жены Евдокии Киевской.
26 апреля 1177 года Анастасия вышла замуж за овдовевшего Богуслава I герцога Померания-Щецин. Этот брак укрепил союз между князем-принцепсом Польши Мешко III и его западными соседями, который начался создаваться незадолго до этого с брака старшей сестры Анастасии Саломеи и Ратибора Померанского, старшего из двух сыновей Богуслава I от первого брака с Вальбургой Датской.
В лице Богуслава Мешко III обрёл верного союзника, который был единственным, кто поддержал его, когда он был изгнан из Польши в результате мятежа его старшего сына (и сводного брата Анастасии) Одона. В 1181 году отец Анастасии смог отвоевать Гнезно и Калиш с помощью померанцев князя Богуслава I, а в следующем году они отвоевали Познань у Одона I Великопольского, который вскоре после этого окончательно примирился со своим отцом.

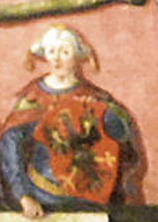
Анастасия Великопольская

Смерть сыновей Богуслава I от первого брака Ратибора (14-15 января 1183 года) и Вартислава (18 февраля 1184 года) сделала сыновей Анастасии единственными наследниками своего отца. 18 марта 1187 года герцог погиб на охоте близ Сосницы; в то время двое его оставшихся в живых сыновей Богуслав II и Казимир II были несовершеннолетними. Они унаследовали герцогство в качестве соправителей при регентстве своей матери, которой в управлении помогал сначала Вартислав, кастелян Щецина (в 1187-1189 годах), а затем Яромар I, князь Рюгена (в 1189-1198 годах). Фактически Анастасия управления герцогством Померания до 1208 года, когда ее сыновья были объявлены совершеннолетними и начали править самостоятельно.
Анастасия пережила своих сыновей: Казимир II умер в конце 1219 года, а Богуслав II — 24 января 1220 года. Четыре года спустя, 7 июля 1224 года, она издала документ, согласно которому в Тшебятуве был основан женский монастырь, щедро одаренный вдовствующей герцогиней; она передала ему во владение часть своего приданного: город Тшебятув и двадцать семь деревень. Вероятно, в 1235 году в Тшебятув приехали норбертинские монахини из Вифлеемского монастыря во Фризии. В год постройки монастыря Анастасия переехала в него, однако пострига не приняла. В последний раз она появилась на людях 31 мая 1240 года, когда её внук, Вартислав II, по её просьбе подтвердил основание монастыря. Она умерла вскоре после этой даты и была похоронена в основанном ею монастыре в Тшебятуве.

## Брак и дети
26 апреля 1177 года Анастасия вышла замуж за Богуслава I, герцога Померания-Щецин. Дети от этого брака:
- Богуслав II (ок.1177 — 1220), герцог Померания-Щецин
- Казимир II (ок.1180 — 1219), герцог Померания-Деммин